# نعمة أباد (مقاطعة فهرج)
نعمة أباد (بالإنجليزية: Nematabad, Fahraj)‏ هي مستوطنة تقع في البلدة المركزية في إيران. يقدر عدد سكانها بـ 174 نسمة .